# Atlantida
Atlantida (starogrško Ἀτλαντὶς νῆσος Atlantìs nḗsos – Atlasov otok) je bila domnevni otok v Atlantskem oceanu, na katerem je živela starodavna civilizacija. Lega otoka ali obstoj otoške civilizacije nista bila nikoli dokazana, čeprav različni strokovnjaki in tudi ljubiteljski raziskovalci ponujajo precej lokacij, za katere so prepričani ali vsaj domnevajo, da se je na njih nahajala nekdanja Atlantida.
O Atlantidi je kot edini pisal starogrški filozof Platon, ki tako velja za edini pisni vir, iz katerega so črpali tudi drugi kasnejši pisci. Platon poroča, da je Atlantido uničila naravna katastrofa v obliki silovitih potresov in poplav, tako da se je potopila v enem samem dnevu in noči.

## Platon
Platon omenja Atlantido v dveh svojih delih, napisanih okoli leta 360 pr. n. št.: Timaj in Kritija. Gre za dva izmed Platonovih dialogov, v katerih štirje sogovorniki – Timaj, Kritija, Sokrat in Hermokrat razpravljajo o idealnem polisu oziroma idealni ureditvi družbe. Zunanjo zasnovo dialogov predstavlja zgodba, da se razprava vrši skozi več dni, pri čemer naj bi vsak od omenjenih (z izjemo Sokrata) bil glavni govornik v razpravi tistega dne. Tako je Timaj glavni govornik v po njem poimenovanem delu, naslednji dan pa mu sledi Kritija. Kritijev govor zato tudi vsebinsko predstavlja neposredno nadaljevanje Timajevega. Glede na to, da Platon ni dokončal Kritije in da v njem pravi, da naj bi naslednji dan bil glavni govornik Hermokrat (Kritija 108a–108b), strokovnjaki sklepajo, da naj bi Platon tudi v resnici načrtoval dialog z naslovom Hermokrat. Podatke o Atlantidi iz obeh obstoječih del je pravzaprav prispeval izključno Kritija, ki pri Timaju samo nakaže, o čem bo govoril v Kritiji, torej svojem dialogu, ki bo prišel na vrsto naslednji dan.
Kritija pravi, da je zgodbo v Grčijo prinesel Solon, znani politik in pesnik iz Aten. Ta je potoval v Egipt (med leti 590 in 580 pr. n. št.), kjer se je ustavil v Saisu – mestu v delti Nila in bil tam sprejet z vsemi častmi. Pri tamkajšnjih svečenikih je poizvedoval po zanimivih in karseda starih zgodovinskih podatkih. Svečeniki so mu posredovali podatke iz svojih bogatih svetih spisov o Atenah in Atlantidi iz časa v grobem 9.000 let pred tem (Timaj 23e; Kritija 108e), torej iz okoli leta 9.600 pr. n. št. Na Solonovo začudenje in navdušenje, kako to, da Egipčani hranijo tako stare podatke, ki niso nikjer drugje več ohranjeni, mu je neki ostareli svečenik pojasnil, da so v Grčiji obilne padavine in povodni vzrok, da so vsi zapisi slej ko prej podvrženi uničenju, medtem ko je v Egiptu ravno nasprotno, saj voda prihaja od spodaj gor s predvidljivimi Nilovimi cikli, zaradi česar njihova zgodovinska dediščina ni v nevarnosti pred naravnimi ujmami  (Timaj 21e–24a).
Solon je nato zgodbo pripovedoval Dropidu, ki je bil njegov sorodnik in prijatelj, ta pa svojemu sinu Kritiji starejšemu, ki je bil ded Kritiji – protagonistu dialogov. Ob pripovedovanju zgodbe svojemu vnuku je bil ded star že blizu 90 let, vnuk pa največ 10, vendar, kot zagotavlja Kritija mlajši, si je zgodbo, ki jo sedaj pripoveduje, takrat zapomnil izredno natančno, saj je poslušal svojega deda z velikim užitkom in v igri. Kritija starejši je sicer trdil, da je Solon zgodbo nameraval upesniti, vendar zaradi dejstva, da se je pesništvu posvečal bolj mimogrede ter tudi zaradi uporov in drugih nesreč, s katerimi se je moral soočiti po povratku iz Egipta, pesnitve nikoli ni začel pisati. Če bi mu jo uspelo dokončati, po njegovem mnenju niti Heziod niti Homer ne bi bila slavnejša od njega (Timaj 20d–21b, 25d–26c).

### Timaj
Timaj, sicer obsežna razprava o ustroju sveta, Atlantido omenja v svojem začetnem delu v krajšem odlomku. V njem Kritija navaja besede svečenika v Saisu, ki jih je govoril Solonu:
Mnogo pomembnih del vašega polisa, ki so tu ohranjena v zapisih, je deležnih občudovanja, toda eno po pomembnosti in izvrstnosti presega vse. Zapisi namreč govorijo, kako veliko silo je nekoč zaustavil vaš polis: silo, ki se je z objestnostjo odpravila na bojni pohod hkrati proti vsej Evropi in Aziji; nad njiju se je zagnala od zunaj, z atlantskega morja. Tedaj je bilo namreč tamkajšnje morje plovno. Pred morsko ožino, ki jo vi s svojim izrazom imenujete »Heraklovi stebri«, je bil v njem otok – in ta otok je bil večji kot Libija in Azija skupaj in z njega so tedanji popotniki lahko prišli na druge otoke ter z otokov na celotno nasproti ležečo celino, ki je ob tistem resničnem morju. Tole (naše morje), ki je znotraj omenjene morske ožine, se namreč kaže le kot zaliv z nekakšnim ozkim vhodom; tisto pa je resnično morje in zemlja, ki ga obdaja, se lahko nadvse pravilno imenuje resnična celina. Na tem otoku, Atlantidi, je nastala velika in občudovanja vredna sila kraljev, ki je vladala nad celotnim otokom in tudi nad mnogimi drugimi otoki in deli celine. Poleg tega so (ti kralji) tu, na notranji strani, vladali nad Libijo vse do Egipta in nad Evropo do Tirenije. Vsa ta sila, ki se je združila v eno, se je nekoč napotila, da bi vse vaše in naše ozemlje ter tudi vsa (druga) ozemlja, ki so znotraj morske ožine, zasužnjila z enim samim napadom. Tedaj, Solon, je vsem postala očitna sila vašega polisa, tako v kreposti kot v (vojaški) moči, saj je vse prekašal po srčnosti in vojaških veščinah. Najprej je vodil grško (vojsko), nato je bil zaradi odpada drugih prisilno osamljen in se je sam podal v skrajne nevarnosti, a je vendar premagal napadalce in postavil znamenje zmage; s tem je preprečil zasužnjenje tistih, ki še niso bili zasužnjeni, druge pa, vse nas, ki živimo na tej strani Heraklovih stebrov, je velikodušno osvobodil. Pozneje je prišlo do izredno silovitih potresov in poplav, in nastopil je en neznosen dan in (ena neznosna) noč, ko se je vaša zbrana vojska pogreznila v zemljo; tudi otok Atlantida se je pogreznil v morje in izginil. Zato je tamkajšnje morje še zdaj neplovno in neraziskljivo, saj v njegovi plitvini predstavlja oviro plast blata, ki ga je otok naredil, ko se je pogrezal.— Timaj 24d–25d

### Kritija
Kritija, ki je po obsegu 5-krat krajši od Timaja, prinaša o Atlantidi 10-krat več podatkov. Platon jo omenja najprej v kratkem začetnem odlomku 108e–109, zatem pa v dolgi pripovedi 113b–121c (konec), ki predstavlja dobro polovico celotnega Kritije, vse do nedokončanega konca, ki kaže na to, da Platon dela ni uspel ali hotel dokončati. Platon poskuša z dialogom pokazati, kako lahko idealno urejena družba kljubuje tudi najhujšim nasprotnikom. Nekateri podatki, ki jih navaja, so presenetljivo podrobni, kar daje slutiti, da je egipčansko izročilo prišlo do Grkov v neokrnjeni obliki.
Atlantida je bila ogromen otok, na sredini katerega se je nahajala obsežna planota. Ta je ležala visoko nad morjem in je bila obdana z gorami, ki so se strmo spuščale v morje, vendar odprta proti jugu, tako da je bila zaščitena pred severnimi vetrovi. Planota je bila gladka in ravna ter skoraj povsem pravokotna in je merila 550 km x 370 km (3000 x 2000 stadijev). Otok je imel obilo naravnih bogastev, da je zagotavljal vse, kar so prebivalci potrebovali za življenje. Ti so kopali rudo, med njimi tudi kovino, ki je bila znana pod imenom oreihalk in se je ognjeno svetlikala ter je imela za zlatom največjo vrednost. Na otoku je bilo veliko gozdov, pašnikov, livad, jezer, rek in močvirij. Obstajali so tudi vodni vrelci s toplo vodo. Prebivalci so gojili različno sadje in zelenjavo, kakor tudi žito, ter pridelek, ki je nastal zaradi naše zabave in užitka – pridelek, ki ga je težko gojiti in raste na visokih vejah (primerjaj drevo spoznanja dobrega in hudega kot ga opisuje Sveto pismo v 1 Mz 2-3). Veliko dobrin so otočani uvozili od podjarmljenih ljudstev Sredozemlja (Kritija 114e−115d). Imeli so kamnolome, v katerih so pridobivali kamne treh barv: belega, črnega in rdečega (podobno kot na grškem otoku vulkanskega izvora Santoriniju). Bilo je mnogo živali, tako domačih kot divjih, izrecno so omenjeni samo konji, biki in pa sloni, o katerih Kritija pravi, da jih je bilo nadvse veliko.
Poselitev otoka je bila po Kritijevem poročilu − kakor je tudi sicer značilno za antične zgodovinske pripovedi – čisto mitološkega značaja. Ko so si namreč bogovi z žrebom razdelili zemljo in sta Atena in Hefajst dobila v delež Atene, je Pozejdon prejel Atlantido in jo poselil s svojimi potomci, ki jih je spočel s Kleito, edinko moža po imenu Evenor in njegove žene Levkipe. Rodilo se jima je pet parov dvojčkov, od katerih je bilo najstarejšemu ime Atlas in po katerem je otok dobil ime. Deset bratov je vladalo kot kralji desetim okrožjem otoka, pri čemer je Atlas vladal področju, kjer je živela njihova mati in ki je bilo največje in najboljše. Atlas je bil hkrati tudi vrhovni kralj, ki je vodil zunanjo politiko in skupne zadeve otoka. Njegovo bivališče je sčasoma postalo prestolnica skupne države. Nasledstvo na prestolih je bilo dedno in je trajalo mnogo generacij.
Prestolnica je ležala 10 km (50 stadijev) od morja. Njeno središče je predstavljal grič − akropola, na sredi katerega se je nahajal tempelj, posvečen Kleito in Pozejdonu, nadalje kraljeva palača in pa vojašnice najizurjenejših vojakov za osebno stražo dvora. Otok je imel tudi dva naravna vira vode – enega s hladno in drugega s toplo vodo. Na njem so tudi gojili hrano, ki je zadostovala za prebivalce akropole. Okoli akropole so skopali tri kolobarjaste vodne jarke, ki so bili ločeni z dvema kolobarjema kopnega. Tako je bil otok, ki je meril v premer 1 km (5 stadijev), najprej obdan z vodnim jarkom širine 180 m (1 stadij), temu je sledil kolobar kopnega širine 370 m (dva stadija) in zatem spet vodni jarek enake širine. Naslednji kolobar kopnega je bil širok 550 m (3 stadije) in vodni jarek za njim ponovno iste širine.
Da so zgradili cesto od palače proti deželi, so čez vodne jarke zgradili mostove. Nato so od morja do najzunanjejšega vodnega jarka skopali 10 km dolg in 100 m širok kanal, skozi katerega so lahko vplule tudi največje ladje do pristanišča pri zunanjem vodnem jarku. V naslednjih gradbenih fazah so čez kolobarja kopnega pri že obstoječih mostovih skopali kanala za širino ene triere, s čimer je bilo mogoče vpluti v preostala dva vodna jarka. Ta dva prečna kanala so nadkrili, tako da so ladje plule spodaj, kolobarja pa sta kljub temu ostala prehodna po vsem obsegu. Okoli kolobarjev in središčnega otoka so zgradili obzidja, ki so imela pri vsakem koncu mostu vrata, utrjena s stolpi. Obzidje največjega kolobarja so prevlekli z bronom, obzidje notranjega kolobarja s kositrom, obzidje središčnega otoka pa z oreihalkom. Kamen, ki so ga rabili za gradnjo, so lomili spodaj pod središčnim otokom, kakor tudi pod kolobarjema kopnega, in sicer z obeh strani kolobarjev. Tako so »spotoma« izkopali dve veliki ladjedelnici, ki sta bili popolnoma nadkriti z živo skalo.
Na kolobarjih kopnega so se nahajala mnoga svetišča, posvečena raznim bogovom, in telovadišča za može ter hipodromi za konje. Na sredini večjega kolobarja je bil hipodrom, ki je omogočal dirko po celotnem obsegu. Na obeh straneh hipodroma so se nahajale kasarne za kraljevo stražo. Največje – četrto obzidje, ki so ga zgradili, je potekalo od začetka 10 kilometrskega kanala pri morju in v isti oddaljenosti obkrožilo prestolnico vključno z vsemi kolobarji in vodnimi jarki. Celotno območje je bilo gosto poseljeno in sploh v pristaniščih je bil zaradi trgovcev noč in dan prisoten hrup in trušč.
Za največji gradbeni podvig šteje zgraditev mreže kanalov po celotni planoti. Zunanji kvadratni jarek je bil širok 180 m in globok 30 m in ker je zaobsegal celotno planoto, je njegov obseg znašal neverjetnih 1850 km (10.000 stadijev). Vanj so se stekali potoki, ki so pritekali iz gora in se nato na eni strani prosto iztekali v morje. Znotraj tega kvadrata so bili v razmaku 20 km skopani vzporedni jarki s širino 30 m. Ti jarki so bili nadalje med seboj povezani še s prečnimi vzporednimi jarki. Po njih so z ladjami prevažali les z gora in razne sezonske pridelke.
Od običajev je omenjeno samo srečanje vseh desetih kraljev, ki se je izmenično odvijalo vsakih 5 oziroma 6 let v osrednjem Pozejdonovem templju na akropoli. V njem je stala stela s skupnimi zakoni, ki so jih nanjo vklesali prvi kralji. Tu si žrtvovali enega izmed bikov, ki so prosto tekali po templju, ter prisegli, da bodo kaznovali kateregakoli izmed kraljev, ki bi v obdobju od prejšnjega srečanja prekršil kakšen zakon. Po žrtvovanju bika so sodili drug drugemu glede na pretekle dogodke. S tem opisom se v glavnem konča pripoved o Atlantidi, saj podatkov o sami vojni in končni kataklizmi s posledičnim izginotjem otoka in civilizacije ni več najti. Kritija kljub vsemu poda moralni nauk, ko na samem koncu govori o vzrokih za propad:
Skozi mnogo rodov, dokler se je v njih ohranjala božja narava, so bili pokorni zakonom in so ohranjali naklonjen odnos do božanstva, ki so mu bili sorodni. Imeli so misli, ki so bile resnične in v vseh ozirih veličastne. V sprejemanju usodnih dogodkov, ki so si stalno sledili, in v svojih medsebojnih odnosih so kazali blagost, združeno z razumnostjo, saj so razen kreposti vse prezirali in imeli svoje tedanje (blagostanje) za nekaj nepomembnega; veliko količino zlata in drugih posesti so zlahka prenašali – kot nekakšno breme. Niso bili pijani od razkošja, ki so si ga privoščili zaradi bogastva; niso izgubili samoobvladovanja in zato jim ni spodrsnilo, ampak so bili trezni, in so ostro videli, da se vse te reči povečujejo hkrati z njihovim medsebojnim prijateljstvom, združenim s krepostjo, in da te iste reči propadajo, ko se začnejo ljudje zanje gnati ter jih častiti – in da z njimi propade tudi krepost.

Zaradi takšnega mišljenja in božanske narave, ki je ostajala (v njih), se jim je povečevalo vse, o čemer smo ravnokar govorili. Ko pa je božanski delež v njih upadel, ker je bil pomešan z mnogoterimi prvinami smrtnosti in to pogosto, in je začel prevladovati njihov človeški značaj − tedaj torej, ko niso zmogli prenašati svojega položaja − so že postali nespodobni. Vsakomur, ki je bil to sposoben videti, so se zdeli grdi, saj so izgubljali najlepše od tega, kar je najbolj častitljivo. Tistim pa, ki niso bili sposobni videti resničnega življenja, usmerjenega k sreči, so se zdeli v vsem najlepši in najbolj blaženi prav tedaj, ko jih je izpolnjevala krivična lakomnost in (obsedala) moč. No, ker je Zevs, bog bogov, ki kraljuje prek zakonov, lahko jasno videl takšno stanje in je z mislijo uzrl izvrstni rod, kako se nahaja v tem bednem stanju, se je odločil, da jim bo naložil kazen, da bi postali bolj premišljeni in tako (v sebi) bolj uglašeni: zato je zbral vse bogove v njihovo najčastitljivejše bivališče, ki stoji sredi celotnega sveta in gleda na vse, kar ima delež v postajanju. In ko jih je zbral, je rekel ...— Timaj 120e–121c (konec)

## Ostali pisci
Aristotel je pisal o velikem otoku v Atlantskem oceanu, ki so ga Kartažani poznali kot Antilija. Prokl Likej Diadoh, tolmač »Timaja«, je omenil, da je Marcelij na podlagi starejših zgodovinarjev v svojem delu Aethiopiaka navedel, da je bilo v Zunanjem oceanu (Atlantskem) sedem majhnih otokov, posvečenih Perzefoni, boginji rastlinstva, hčeri Zevsa in Demetre, vladarici podzemlja, in trije večji otoki. Eden od teh, ki je meril v dolžino 1.000 stadijev, je bil posvečen Pozejdonu. Prokl je povedal, da je Krantor, Platonov naslednik, poročal kako je videl zapise, na katerih je Platon zgradil poročila o Atlantidi. Duhovnik iz Saisa mu je pokazal svojo zgodovino v hieroglifskih znakih. Nekateri drugi pisci so ga imenovali Pozeidonija po Pozejdonu. Plutarh je omenjal Saturnijo ali Ogijo, ki je oddaljena okoli pet dni plovbe, zahodno od Britanije. Dodal je, da so bili še zahodneje trije otoki Kronosa. Sem, na drugo stran otokov, so hodili ponosni in bojeviti možje s kopnega, da bi žrtvovali darila bogovom oceana.